# Tregan
Tregan es una localidad albanesa del condado de Elbasan. Se encuentra situada en el centro del país y desde 2015 está constituida como una unidad administrativa del municipio de Elbasan. A finales de 2011, el territorio de la actual unidad administrativa tenía 3036 habitantes.
La unidad administrativa incluye los pueblos de Blerimas, Bizhdan, Çikallesh, Gurisht, Kaçivel, Kyçyk, Muçan, Shinavlash, Shilbater, Trepsenisht, Tudan y Tregan.
Se ubica sobre la carretera SH71, unos 5 km al sur de la capital municipal Elbasan.